# Петров, Владимир Михайлович (шахматист)
Влади́мир Миха́йлович Петро́в (латыш. Vladimirs Petrovs; 27 сентября 1908, Рига — 26 августа 1943, Воркута или Котлас) — латвийский и советский шахматист русского происхождения.

## Биография
Родился 27 сентября 1908 года в семье ремесленника. Шахматами начал заниматься в Рижской русской средней школе (так называемой Ломоносовской гимназии).
В 1923 году стал членом Рижского шахматного общества. После окончания школы поступил на факультет правоведения Латвийского университета, но его юридическая карьера ограничилась службой в бюро регистрации браков.
В конце 1920-х годов Петров — один из сильнейших шахматистов Латвии, а в 1930-е годы стал выступать в международных турнирах и выдвинулся в число ведущих шахматистов мира. Крупнейший успех — делёж первых трёх мест на турнире в Кемери в 1937 году (с С. Флором и С. Решевским, впереди А. Алехина и П. Кереса). Выступал за команду Латвии на семи шахматных олимпиадах.
Член символического клуба победителей чемпионов мира Михаила Чигорина с 24 апреля 1938 года.
После вхождения Латвии в СССР (1940) Петров получил советское гражданство, ему было присвоено звание мастера спорта.
Он стал участвовать в советских турнирах, в том числе в 12-м чемпионате СССР по шахматам.
После начала войны его призвали в армию, он служил в штабе 201-й Латышской стрелковой дивизии, а затем был отозван в Москву для работы в ТАСС.
31 августа 1942 года был арестован по доносу, приговорён к 10 годам лагерей. Скончался в ГУЛаге, отбывая срок.
Реабилитирован в 1989 году.

## Основные спортивные результаты
| Год     | Турнир                                    | Результат | Место |
| ------- | ----------------------------------------- | --------- | ----- |
| 1926    | Чемпионат Риги                            |           | 1     |
| 1930    | 3-й конгресс Латвийского шахматного союза |           | 1     |
| 1931    | Мемель                                    |           | 2-4   |
| 1932    | Чемпионат Риги                            |           | 1     |
| 1933    | Моравска-Острава                          |           | 8-9   |
| 1934    | Чемпионат Латвии                          |           | 1-2   |
| 1935    | Чемпионат Латвии                          |           | 1     |
| 1936    | Чемпионат Риги                            |           | 1     |
|         | Хельсинки                                 |           | 1     |
| 1937    | Чемпионат Латвии                          |           | 1     |
|         | Кемери                                    | +9 −2 =6  | 1-3   |
|         | Земмеринг                                 | +2 −6 =6  | 8     |
| 1938    | Лодзь                                     |           | 3-5   |
|         | Маргит                                    | +5 −3 =1  | 3     |
| 1939    | Кемери/Рига                               |           | 8     |
|         | Росарио                                   | +6 −0 =1  | 1     |
| 1940    | 12-й чемпионат СССР                       | 9 из 19   | 10    |
| 1941-42 | Чемпионат Москвы                          | 9½ из 14  | 2     |
| 1942    | Турнир мастеров (Москва)                  |           | 2     |
|         | Турнир мастеров (Свердловск)              |           | 2     |

В турнире 1937 года Земмеринг кроме Петрова участвовали Керес, Файн, Решевский, Капабланка, Флор, Элисказес и Рагозин